# Hunveyor
A Hunveyor egy magyar egyetemi gyakorló űrszonda modell. Neve a Hungarian university surveyor (magyar egyetemi Surveyor) szavakból áll össze.  Jelenleg 9 egyetemi és főiskolai űrkutató csoport, valamint középiskolai szakkör épít Hunveyor (vagy a később a Hunveyor mellé fejlesztett Husar-rover) robotot Magyarországon - 2007-ben.

## Összefoglaló a Hunveyorról

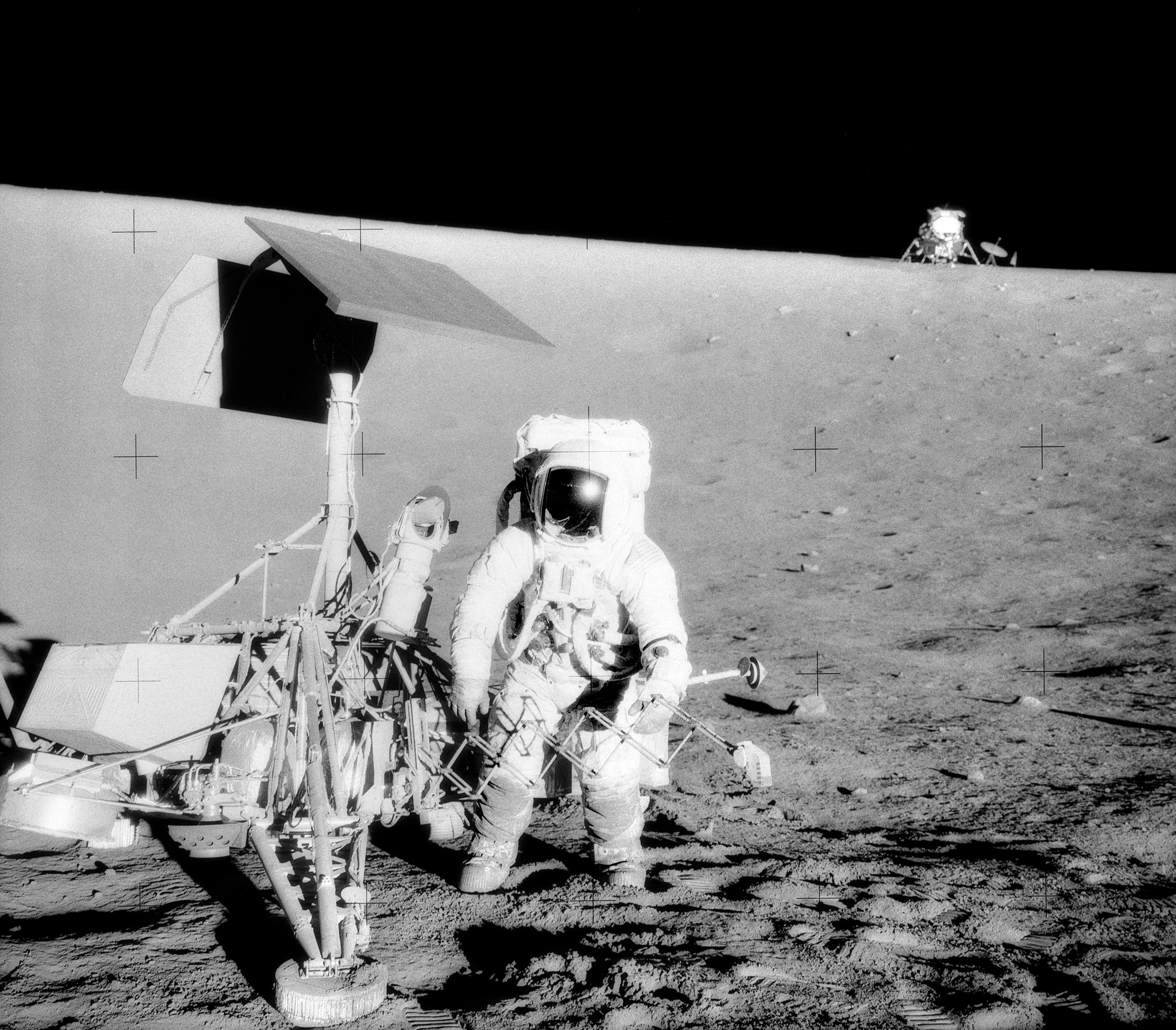
Az Apollo-12 egyik űrhajósa a Surveyor-3 űrszondánál a Holdon. Az Apollo-12 150 méterre szállt le a három éve akkor már a Holdon tartózkodó robot mellé. Az űrhajósok leszerelték a Surveyor-3 kameráját és visszahozták a földre.

A NASA 1966-1968 között Holdra simán leszálló Surveyor űrszondáinak (lásd: Surveyor-program) egyszerű, jól áttekinthető fölépítése, világos programú műszerparkja egy kísérleti gyakorló űrszonda modell megépítésének lehetőségét kínálta föl az ELTE TTK Általános Technika Tanszék oktatói és hallgatói számára 1997-ben. Az építéshez irodalmi előzmények alapján fogott hozzá az ELTE munkacsoport, melyeket a munkákat elindító tanár, Bérczi Szaniszló kapott meg Eugene Merle Shoemaker amerikai kutatótól. Tanárok és diákok végigelemezték a Surveyor űrkísérleteket és az űrszonda modell robotikájának PC alapon történő megvalósításval indult a munka.

### Hunveyor a terepasztalon
Az elképzelt helyzet az, hogy egy leszállóegység, a Hunveyor, már leszállt egy égitest felszínére és ott méréseket végez. A méréseit a földi irányító központba továbbítja. Nincsen rajta rakétameghajtás, de minden olyan mérési és távközlési rendszer rajta van, ami a valódi terepi mérést szolgálja. Ezzel a beérkezés helyszínének vizsgálata „űrszondaszerűen” végezhető el. Ezt a vizsgálatot később terepasztalon, majd külső terepgyakorlatokon lehetett megvalósítani.

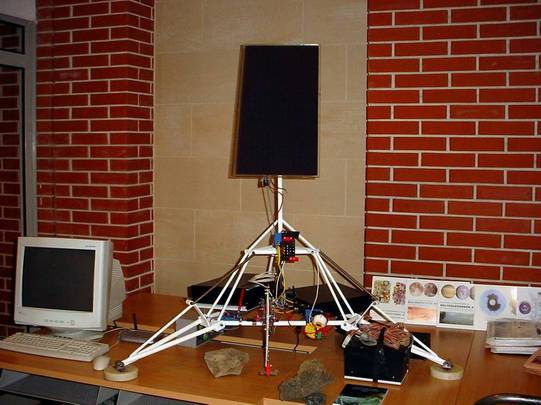
A Hunveyor-1 a 2003 évi Űrnapon, az Eötvös Loránd Tudományegyetemen, Budapesten

A Hunveyor tehát: összetett robot, de egyúttal oktatási eszköz is, amely bemutatja a rajta lévő technológiákat. Bemutatja azt is, hogy az anyagokat mozgató, (pl. robotkart kinyitó) mérő (pl. hőmérsékletet, irányokat), informatikai (adatfelvevő, továbbító) technológiák hogyan vannak összehangolva. Az elektronikus jellé átalakított információk begyűjtésének, rangsorolásának, továbbításának elrendezése a programozásban nyújt érdekes feladatokat.

### A Hunveyor műszerei és mérései
A Hunveyor kísérleti gyakorló űrszonda modell megépítése során az elképzelhető minimális műszerparkban gondolkoztak az építők: tehát abban, hogy az idegen égitest felszínére leszállt szonda a TV kamerájával „lásson”, a talajra kinyújtható teleszkopikus rendszerű karjával „tapintson”. Az egyszerű vázszerkezet és a jól kigondolt műszerpark hozzásegítette a kutatócsoportot ahhoz, hogy rövid idő alatt elkészítse a Hunveyor-1 nevet kapott űrszondát.
A célok között szerepelt az, hogy úgy építsék meg a minimálűrszondát, hogy az építés módja didaktikusan követhető és más oktatási intézményekben is megvalósítható legyen.
Az űrszonda: megszőtt technológia.
1. érdeklődést fölkeltő,
2. távlatosan is vonzó,
3. a természettudományi/technológiai közös területek összekapcsolására kínálkozik,
4. számos természettudományt hasznosít (földtudományok, anyagtudományok, geofizika, csillagászat, térinformatika, égmechanika, erőforrás-kutatás, méréstechnika, informatika, adatfeldolgozás, a klasszikus mérő természettudományoknak és technológiáknak a határterületei, űrkutatás).

### Az építési lépések
Az egyszerű minimálűrszonda milyen elvek képviseletében épült? A Hunveyor űrszonda modell építése során a következő főbb kutatási-oktatási-szervezési stratégiát követték:
1. A fejlesztési és építési munka többlépcsős: először minimálűrszonda készül, majd ezt folyamatosan fejlesztik, mindvégig működő egészként szerepelnek a már elkészült egységek.
2. Modul elven építik az űrszond a modellt: önállóan is fejleszthető, és önmagában is megálló és működő egységeket építenek, s ezeket az önálló részeket mindig összehangolják.
3. Mindvégig kompatibilis részrendszerekben gondolkoznak. (fejlesztési szintek beiktatása, fokozatosan megvalósuló, előbb hálózatfüggő majd hálózatfüggetlen, autonóm változatok.)
4. PC alapú elektronikát fejlesztenek (a legegyszerűbb hazai beszerezhetőség miatt).
5. Csoportmunkát szervezése, (hallgatók, tanszékek, együttműködések)
6. Az űrrobot technológia oktatására kétszintű laboratóriumi oktatási hátteret terveztünk 1997-ben: az első szint az, ahol az elemi méréseket építik meg a hallgatók, a második szint az, ahol az űrszondára tervezett, elemi mérésekből összeállított rendszert a Hunveyorhoz kapcsolják (Ez a lehetőség később megszűnt).

### A Hunveyor továbbfejlesztése
Az űrszonda kísérleti és gyakorló jellege sok fontos fejlesztési lehetőséget, oktatási, kutatási és tevékenységi kört és szerepkört is magába foglal:
- - Egyrészt az űrszonda modell laboratóriumi jellegét, testközelségét és szerelhetőségét.
- - A továbbfejleszthetőséget (egyre fejlettebb technikájú, és összetettebb műszerparkkal)
- - A kísérleti űrszonda modell segítségével számos földi és nem-földi környezet viszonyait modellezhetjük, geológiai, éghajlattani, talajtani szempontból az űrszonda környezetében elrendezett kísérleti tájon (fontos környezettudományi kapcsolódási pontokkal).

Elektronikus együttesként a már meglévő műszerpark fejlesztése, kiegészítése is új feladatokat indukál. Minden egyes fejlesztő lépés után ismét együttes egésszé kell formálni a fedélzeti műszeregyüttest. Fejlesztési lépéssor az, hogy egyre inkább a környezeti hálózatoktól függetlenné tesszük az űrszondát. (Pl. a napelem táblával történő energiaellátás, az infravörös hullámtartományú, majd rádiókapcsolatú kommunikáció, stb.)
Mindvégig sok mindenben a fejlesztők segítségére volt az a tény is, hogy a NASA több éve már közlésre elfogadja Lunar and Planetary Science konferenciáin (LPSC) a Hunveyor gyakorló űrszonda építésével kapcsolatos munkáikat.
Két évvel a Hunveyor megépítése után internet kapcsolat is létesült a Hunveyorral. A terepasztalon pedig egy Husar-rover nevű robotautóval bővült a modell-rendszer. Ma már 9 Hunveyor-Husar csoport működik az országban.

## Oktatás
Ma[pontosabban?] az ELTE TTK Fizikai Intézetében, az Anyagfizikai Tanszéken működő Kozmikus Anyagokat Vizsgáló Űrkutató Csoport keretében a Magyar Űrkutatási Iroda által is támogatott Hunveyor csoportok a következők:
- H-1, ELTE, TTK, Budapest
- H-2, PTE, TTK, Pécs
- H-3, NYME, Savaria Egyetemi Központ, TTK Szombathely
- H-4, BMF, Székesfehérvár
- H-5, Széchenyi István Gimnázium Sopron
- H-6, Zsigmondy Vilmos Gimnázium, Dorog
- H-7, Bencés Gimnázium, Pannonhalma
- H-8, Kecskeméti Főiskola, GAMF Kar Kecskemét
- H-9, Eötvös József Gimnázium, Tata
- H-10 NJSZT Robotika Szakosztály és ELTE IK, Budapest
- H-11 Hungaroszfera csoport, BMF Bánki Kar, ELTE IK Budapest
- H-12 Magyarkanizsa
- H-13 VTP csoport, Varga Tamás Péter, Cseh Róbert Budapest
- H-14 Hunballon, Nehéz Imre Pápa
- H-15 Puli Space Csoport Budapest

## Külső források
- A Hunveyort építő egyik űrkutató csoport honlapja.
- Hunveyor-Husar programbemutatkozás a Naumann János Számítógéptudományi Társaság Robotika Szakosztályának honlapjáról.
- A Hunveyor-4 építését bemutató cikk a Pollack Periodica című folyóiratban.[halott link]
- Mozgatások a Hunveyor gyakorló űrszonda modellel: Mathematica demonstrációval.
- A Hunveyor építésének bemutatkozása egy NASA konferencián, 1998-ban.
- A Hunveyor 1999-es fejlesztései.
- http://www.lpi.usra.edu/meetings/lpsc2000/pdf/1153.pdf
- http://www.lpi.usra.edu/meetings/lpsc2001/pdf/1130.pdf
- http://www.lpi.usra.edu/meetings/lpsc2005/pdf/1177.pdf
- PLANETARY ANALOG FIELD TRIPS AT HUNGARIAN SITES WITH UNIVERSITY SPACE PROBE MODELS HUNVEYOR AND HUSAR.
- CONSTRUCTION OF HUNVEYOR-9 AND EXPERIMENTS WITH ITS MAGNETIC CARPET OBSERVING DUST MIXTURES AT EÖTVÖS HIGH SCHOOL, TATA, HUNGARY.
- CHEMISTRY EXPERIMENT MEASURING (pH) OF THE “PLANETARY” SOIL BY THE HUSAR-5 NXT-BASED ROVER MODEL OF THE SZÉCHENYI ISTVÁN HIGH SCHOOL, SOPRON, HUNGARY.
- NEW DEVELOPMENTS IN THE HUNVEYOR-HUSAR EDUCATIONAL SPACE PROBE MODEL SYSTEM: HUNBALLOON, HUMBLEWEED, HUSAR SWARM FOR LOOKING AND MOVING AROUND FROM HUNVEYOR BASE ON THE PLANETARY SURFACE (THE TISA-PROGRAM).
- A Husar-5 rover egyik mérése a youtube-on